# Euler-Maclaurin-Formel
Die Euler-Maclaurin-Formel oder Eulersche Summenformel (nach Leonhard Euler (1707–1783) und Colin Maclaurin (1698–1746)) ist eine mathematische Formel zur Berechnung einer Summe von Funktionswerten durch die Werte der Ableitungen dieser Funktion an den Summationsgrenzen – so ist Euler auf sie gestoßen. In einer abgewandelten Form ermöglicht sie die numerische Approximation eines bestimmten Integrals über einzelne Werte des Integranden und seiner Ableitungen – so hat sie Maclaurin hergeleitet.

## Notationshinweis
Für eine genügend oft differenzierbare Funktion {\displaystyle f} ist im gesamten Artikel für alle {\displaystyle j\in \mathbb {N} _{0}} die Schreibweise {\displaystyle f\,^{(j)}(c)} eine Kurznotation für
{\displaystyle \left.{\frac {\mathrm {d} ^{j}f(x)}{\mathrm {d} x^{j}}}\right|_{x=c},}
die {\displaystyle j}-te Ableitung von {\displaystyle f}, ausgewertet an der Stelle {\displaystyle c.}

## Euler-Maclaurin-Formel zur Integralapproximation
Sei {\displaystyle k\in \mathbb {N} _{0},\;g\in C\,^{2k+2}[0,1]} gegeben, {\displaystyle g} also eine Funktion, die auf dem Intervall {\displaystyle [0,1]} mindestens {\displaystyle (2k+2)}-mal stetig differenzierbar ist. Dann existiert eine Zahl {\displaystyle \xi \in {]0,1[},} sodass
{\displaystyle \int _{0}^{1}g(t)\,\mathrm {d} t={\frac {g(1)}{2}}+{\frac {g(0)}{2}}-\sum _{j=1}^{k}{\frac {B_{2j}}{(2j)!}}\left(g\,^{(2j-1)}(1)-g\,^{(2j-1)}(0)\right)-{\frac {B_{2k+2}}{(2k+2)!}}g\,^{(2k+2)}(\xi )}
gilt, wobei {\displaystyle B_{j}} die Bernoulli-Zahlen {\displaystyle (B_{2}=1/6,B_{4}=-1/30,\ldots )} sind.
Dies ist eine einfache Form der Euler-Maclaurinschen Summenformel, bei der die Summation nur zwei Terme (mit Index 0 und 1) umfasst. Der Term {\displaystyle {\tfrac {g(0)}{2}}+{\tfrac {g(1)}{2}}} ist genau die Approximation eines Integrals durch den Flächeninhalt eines Trapezes. Die nachfolgende Summe liefert ein Korrekturglied und der letzte Summand den Fehler, der dabei entsteht. Daher heißt diese Formel in der numerischen Integrationstheorie auch „Trapezregel mit Endkorrektur“. Mit dieser Formel ist es nur dann möglich, den Fehler der Trapezregel für das Intervall {\displaystyle [0,1]} zu bestimmen, wenn man {\displaystyle \xi } kennt. Somit stellt diese Formel zwar keine Abschätzung, sondern eine Gleichheit dar, allerdings nur in Form einer Existenzaussage.

## Euler-Maclaurin-Formel zur Summenapproximation
Die übliche Fassung obiger Summenformel mit effektiver Restgliedangabe erhält man, indem man sie umstellt zu
{\displaystyle {\frac {g(1)}{2}}+{\frac {g(0)}{2}}=\int _{0}^{1}g(t)\,\mathrm {d} t+\sum _{j=1}^{k}{\frac {B_{2j}}{(2j)!}}\left(g\,^{(2j-1)}(1)-g\,^{(2j-1)}(0)\right)+{\frac {B_{2k+2}}{(2k+2)!}}g\,^{(2k+2)}(\xi )}
und dann die Funktion {\displaystyle g} durch eine Funktion {\displaystyle f} ersetzt, die in einem beliebigen Intervall mit Endpunkten aus {\displaystyle \mathbb {Z} } angewendet wird, aber das Restglied explizit als Funktion der „nächsten“ Ableitung berechnet. Dazu summiert man einfach diese Formel (mit explizitem Restglied), angewendet auf entsprechend viele verschobene Einheitsintervalle, die das gegebene Intervall aus {\displaystyle \mathbb {Z} } genau abdecken, auf. Sei {\displaystyle m,n\in \mathbb {Z} } und {\displaystyle f} auf {\displaystyle [m,n]\subset \mathbb {R} } mindestens {\displaystyle (2k+1)}-mal stetig differenzierbar auf {\displaystyle [m,n]}, dann erhält man so
{\displaystyle \sum _{i=m}^{n}f(i)=\int _{m}^{n}f(x)\,\mathrm {d} x+{\frac {f(n)+f(m)}{2}}+\sum _{j=1}^{k}{\frac {B_{2j}}{(2j)!}}\left(f^{(2j-1)}(n)-f^{(2j-1)}(m)\right)+R_{2k}(m,n),}
wobei
{\displaystyle R_{2k}(m,n)=\int _{m}^{n}{\frac {B_{2k+1}(x-\lfloor x\rfloor )}{(2k+1)!}}f^{(2k+1)}(x)\,\mathrm {d} x=(-1)^{2k+1}\int _{m}^{n}{\frac {B_{2k}(x-\lfloor x\rfloor )}{(2k)!}}f^{(2k)}(x)\,\mathrm {d} x}
mit den Bernoulli-Polynomen {\displaystyle B_{h}\colon [0,1]\mapsto \mathbb {R} } ist. Dies ist die Euler-Maclaurin-Summenformel zur Bestimmung der Reihe für {\displaystyle f(i),}, wobei {\displaystyle f\in C\,^{2k}[m,n]} schon ausreichend ist. Verwendet man ferner die Konvention
{\displaystyle f^{(-1)}(x)=\int f(x)\,\mathrm {d} x}
für die „{\displaystyle (-1)}-te Ableitung“, so lässt sich die Formel wesentlich eleganter zu
{\displaystyle \forall \ell \leq 2k\colon \quad \sum _{i=m}^{n}f(i)=f(n)+\sum _{j=0}^{\ell }{\frac {B_{j}}{j!}}\left(f^{(j-1)}(n)-f^{(j-1)}(m)\right)+R_{\ell }(m,n)}
umschreiben – man muss nicht bei einem geraden Index die Summation abbrechen, um eine Restgliedbestimmung zu machen – wobei {\displaystyle B_{1}=-1/2} die einzige Bernoulli-Zahl ungleich 0 mit ungeradem Index ist. Wird nun noch der Grenzübergang {\displaystyle \ell \to \infty } durchgeführt, erhält man
{\displaystyle \sum _{i=m}^{n}f(i)=f(n)+\sum _{j=0}^{\infty }{\frac {B_{j}}{j!}}\left(f^{(j-1)}(n)-f^{(j-1)}(m)\right)}
für die praktische Anwendung. Dabei ist allerdings zu beachten, dass dies oft keine konvergente, sondern nur eine asymptotische Reihe, genauer eine Entwicklung nach Ableitungen der Funktion, darstellt.
Nutzt man zusätzlich die sogenannten Bernoulli-Zahlen zweiter Art {\displaystyle B_{j}^{\ast }=(-1)^{j}B_{j},\,B_{1}^{\ast }=-B_{1}=1/2} und {\displaystyle B_{j}^{\ast }=B_{j}} für alle anderen Indizes – man beachte {\displaystyle B_{j}=0} für alle ungeraden {\displaystyle j\neq 1} –, so lässt sich die obige Gleichung in eine symmetrischere Form umschreiben:
{\displaystyle \sum _{i=m}^{n}f(i)=\sum _{j=0}^{\infty }{\frac {1}{j!}}\left(B_{j}^{\ast }f^{(j-1)}(n)-B_{j}f^{(j-1)}(m)\right)}

## Anwendungen
- Das klassische Problem der Bestimmung der Potenzsummen der ersten {\displaystyle n} natürlichen Zahlen lässt sich nun einfach mittels {\displaystyle f(m)=m^{a}} transformieren zu

{\displaystyle \sum _{m=1}^{n}m^{a}=f(1)+\sum _{j=0}^{\infty }{\frac {B_{j}^{\ast }}{j!}}{\frac {a!}{(a-j+1)!}}\left(n^{a-j+1}-1\right)=\zeta (-a)+\sum _{j=0}^{\infty }{\frac {B_{j}^{\ast }}{a+1}}{a+1 \choose j}n^{a+1-j},}
wobei {\displaystyle \zeta } die Riemannsche Zetafunktion bezeichnet. Diese Gleichung gilt für Exponenten {\displaystyle a\in \mathbb {N} _{0}} sogar exakt (nicht nur asymptotisch), da in diesem Fall alle Summanden ab dem {\displaystyle (a\!+\!2)}-ten {\displaystyle j}-Index gleich {\displaystyle 0} sind und man somit die Faulhaberschen Formeln erhält. Die obige Gleichung ist sogar für alle {\displaystyle a\in \mathbb {R} } benutzbar, wenn man die Binomialkoeffizienten (wie üblich) bei reellem Argument mittels der fallenden Faktorielle interpretiert und ihre einzige „formale Singularität“ im Fall {\displaystyle a=-1} den undefinierten Term {\displaystyle {\tfrac {n^{0}}{0}}} als {\displaystyle \ln(n)} ansieht und den Wert der Zetafunktion an ihrer Polstelle bei {\displaystyle 1}, wie bei der Fouriertransformation auch, als arithmetisches Mittel der links- und rechtsseitigen Grenzwerte interpretiert.
- Ein weiteres klassisches Beispiel ist die Wahl {\displaystyle f(x)=\ln(x)}, wodurch man aus der Summationsformel die allgemeine (logarithmierte) Stirling-Reihe erhält und so die Fakultäten näherungsweise auch für sehr große Argumente schnell oder die Gammafunktion für nicht ganzzahlige Argumente berechnen kann.
- Ein Anwendungsgebiet der Numerik wird eröffnet, wenn man die Euler-Maclaurin-Formel nach ihrem Integral umstellt:

{\displaystyle \forall n,m\in \mathbb {Z} \colon }
{\displaystyle n>m\Rightarrow \int _{m}^{n}f(x)\,\mathrm {d} x=\sum _{k=m+1}^{n}\!f(k)\;-\left(\sum _{j=1}^{2k}{\frac {B_{j}^{\ast }}{j!}}\left(f^{(j-1)}(n)-f^{(j-1)}(m)\right)+R_{2k}(m,n)\right),}
sodass man eine Formel zur Integration gewinnt. Dies ist auch eine effiziente Anwendung zur numerischen Integration, die in der Praxis oft genutzt wird.
- Benutzt man an Stelle der Trapezregel die Mittelpunktsregel, ersetzt man also die Summation der Funktionswerte durch {\displaystyle \textstyle \sum \nolimits _{k=m+1}^{n}f(k-{\tfrac {1}{2}}),} so kann man die manchmal problematische Funktionsauswertung an den Rändern vermeiden. Dies ist besonders dann der Fall, wenn der Integrand auf dem Rand numerisch instabil (z. B. {\displaystyle {\tfrac {x}{\sin x}}} für {\displaystyle x=0}) oder nicht definiert ist (bspw. {\displaystyle {\tfrac {1+x}{\pi -\arccos x}}} für {\displaystyle x=-1}). Hierbei werden die Differenzen der ungeraden Ableitungen jeweils um den Faktor {\displaystyle (1-2^{-j})} verkleinert. Die Beiträge der Differenzen zum Gesamtfehler werden also kleiner, wie es bei Anwendung der Mittelpunktsregel zu erwarten ist. Der Faktor findet sich ähnlich auch in der Romberg-Integration gerader und ungerader Funktionen wieder. Es ist zu berücksichtigen, dass sich auch bei Anwendung der Mittelpunktsregel die Differenzen der Ableitung auf die Integralränder beziehen.
- Eine wichtige Anwendung hat die Euler-Maclaurin-Formel bei periodischen Funktionen, die über eine oder mehrere Perioden integriert werden sollen. Für solche Funktionen sind auch alle Ableitungen an den Integralgrenzen identisch gleich und deshalb verschwinden dort (auch) die Summe der Differenzen der (ungeraden) Ableitungen. Das Integral lässt sich also durch {\displaystyle n}-fache Anwendung der Trapezregel mit einem Fehler der Ordnung {\displaystyle {\mathcal {O}}(2n)} approximieren.[2] Dies erklärt unter anderem, warum die diskrete Fouriertransformation durch Summation und die Approximation mittels Tschebyschow-Polynomen eine so hohe Genauigkeit hat. Hierbei ist zu bemerken, dass sich die diskrete Fouriertransformation üblicherweise auf die Euler-Maclaurin-Formel mit Trapezregel bezieht, während die Approximation mit Tschebyschow-Polynomen die Mittelpunktsregel nutzt. Bei Anwendungen kann man aber auch mit der jeweils anderen Summationsregel arbeiten. Die Gleichwertigkeit wird mit der Euler-Maclaurin-Formel bewiesen.
- Die Euler-Maclaurin-Formel ermöglicht auch eine wichtige Anwendung bei Funktionen, die an beiden Integralgrenzen so gespiegelt werden können, dass sie zusammen mit allen Ableitung stetig fortsetzbar sind. Für solche Funktionen sind alle ungeraden Ableitungen an den Integralgrenzen gleich null, und deshalb verschwindet die Summe der Differenzen der ungeraden Ableitungen ebenfalls. Folglich ist auch hier der Fehler von der Ordnung {\displaystyle {\mathcal {O}}(2n).} Unabhängig von den theoretischen Hintergründen der Gauß-Quadratur lässt sich die Gauß-Tschebyschew-Integration bzw. das Integral {\displaystyle \textstyle \int _{0}^{\pi }\,g(\cos \,t)\,\mathrm {d} t} allein mit der Euler-Maclaurin-Formel herleiten.[3]